# زالم (بادن-وورتمبرگ)
زالم (به آلمانی: Salem) یک منطقهٔ مسکونی در آلمان است که در بودنسیکرایس واقع شده‌است.